# Alive (singel Pearl Jam)
Alive – ballada rockowa amerykańskiego grunge’owego zespołu Pearl Jam. Jest ona pierwszym singlem, który promował ich debiutancką płytę Ten.

## Teledysk
Do utworu „Alive” powstał czarno-biały teledysk w reżyserii Josha Tafta, nakręcony podczas koncertu grupy, który odbył się 3 sierpnia 1991 r. w RKCNDY w Seattle.

## Lista wydań i utworów
Płyta kompaktowa (USA, Niemcy, Wlk. Brytania, Australia, Austria, Brazylia)
1. „Alive” (Eddie Vedder, Stone Gossard) – 5:40
2. „Once” (Vedder, Gossard) – 3:51
3. „Wash” (Gossard, Jeff Ament, Mike McCready, Dave Krusen, Vedder) – 3:34

Płyta kompaktowa (Japonia)
1. „Alive” (live) (Vedder, Gossard) – 4:57

Nagranie z 3 sierpnia 1991 r. z koncertu w RKCNDY w Seattle.
1. „Even Flow” (re-recorded) (Vedder, Gossard) – 5:07
2. „Wash” (Gossard, Ament, McCready, Krusen, Vedder) – 3:35

Wcześniej niepublikowane.
1. „Dirty Frank” (Vedder, Gossard, Ament, McCready, Dave Abbruzzese) – 5:39

Wcześniej niepublikowane.
Płyta gramofonowa (Wielka Brytania, Holandia)
1. „Alive” (Vedder, Gossard) – 5:40
2. „Once” (Vedder, Gossard) – 3:51

Płyta gramofonowa (Holandia)
1. „Alive” (Vedder, Gossard) – 5:40
2. „Once” (Vedder, Gossard) – 3:51
3. „Wash” (Gossard, Ament, McCready, Krusen, Vedder) – 3:34

Wcześniej niepublikowane.
Kaseta magnetofonowa (Wielka Brytania, Holandia)
1. „Alive” (Vedder, Gossard) – 5:40
2. „Once” (Vedder, Gossard) – 3:51

Kaseta magnetofonowa (Australia)
1. „Alive” (Vedder, Gossard) – 5:40
2. „Once” (Vedder, Gossard) – 3:51
3. „Wash” (Gossard, Ament, McCready, Krusen, Vedder) – 3:34